# طريق أرلينجتون
طريق أرلينجتون (بالإنجليزية: Arlington Road)‏ هو فيلم إثارة نيو-نوار أمريكي من إخراج مارك بيلينجتون وبطولة جيف بريدجز، تيم روبنز، جوان كوزاك وهوب ديفيس. صدر الفيلم في 9 يوليو 1999.

## وصلات خارجية
- طريق أرلينجتون على موقع IMDb (الإنجليزية)
- طريق أرلينجتون على موقع ميتاكريتيك (الإنجليزية)
- طريق أرلينجتون على موقع روتن توميتوز (الإنجليزية)
- طريق أرلينجتون على موقع نتفليكس (الإنجليزية)
- طريق أرلينجتون على موقع قاعدة بيانات الأفلام العربية
- طريق أرلينجتون على موقع ألو سيني (الفرنسية)
- طريق أرلينجتون على موقع Turner Classic Movies (الإنجليزية)
- طريق أرلينجتون على موقع أول موفي (الإنجليزية)
- طريق أرلينجتون على موقع بوكس أوفيس موجو (الإنجليزية)
- طريق أرلينجتون على موقع فيلمافينيتي (الإسبانية)